# Ivo Telec
Ivo Telec (* 24. února 1959 Brno) je český právník, odborník na právo duševního vlastnictví. Zabývá se též souvisejícím právem proti nekalé soutěži a osobnostním právem. Kromě toho i právem spolkovým a nadačním a právem veřejné prospěšnosti.

## Akademická dráha
V letech 1978–1982 vystudoval Právnickou fakultu tehdejší Univerzity Jana Evangelisty Purkyně v Brně (dnes Masarykova univerzita), kde roku 1983 získal titul doktora práv. V akademické sféře působí od roku 1991. Roku 1992 mu Vědecké kolegium věd o státu a právu Československé akademie věd v Praze udělilo vědeckou hodnost kandidáta právních věd na základě práce Právo výkonných umělců v agenturní a ochranné praxi. Roku 1996 se na Masarykově univerzitě habilitoval v občanském právu prací Vybrané kapitoly z českého autorského práva a roku 2003 získal i profesuru pro obor občanské právo. Od roku 2004 je vedoucím katedry občanského práva a pracovního práva na Právnické fakultě Univerzity Palackého, vyučuje také na Ústavu soudního inženýrství VUT v Brně, na Fakultě informatiky Masarykovy univerzity v Brně a na Fakulte práva Paneurópské vysoké školy.
V roce 1998 obdržel Cenu rektora Masarykovy univerzity za vynikající tvůrčí čin – dílo Autorský zákon, Komentář.

## Právní praxe
Kromě toho působí i v právní praxi, v 80. letech 20. století několik let jako státní notář a úředník, dále jako soudní znalec (v oborech školství a kultura a ekonomika) a od roku 1990 jako advokát. Působil také jako člen pracovní komise Legislativní rady vlády pro občanské právo a zastupoval Česko ve Vysoké skupině autorskoprávních odborníků Komise Evropských společenství a stále je mezinárodním rozhodcem ve sporech o doménová jména .cz, dříve též .eu. Ivo Telec byl rovněž členem rozkladové komise Úřadu průmyslového vlastnictví v Praze i lektorem České advokátní komory v oboru autorského práva.
Profesor Telec patří mezi spoluautory českého autorského zákona z roku 2000, působil i v rekodifikační komisi pro nový občanský zákoník z roku 2012. Vyhlášen byl Právníkem roku 2006 v kategorii právo duševního vlastnictví.

## Kontroverze
Ivo Telec je veden v seznamech agentů StB pod krycím jménem Vilém. Podle některých názorů stál za kauzou údajného plagiátorství vedoucího katedry občanského práva Právnické fakulty Masarykovy univerzity Josefa Fialy.

## Knižní dílo
- Pojmové znaky duševního vlastnictví. Praha: C. H. Beck 2012. ISBN, v tisku.
- Czech Republic. In: Lange, P. (ed.): International Trade Mark and Signs Protection. München: C. H. Beck 2010. (Spolu s Petrem Hajnem). ISBN 978-3-406-57875-5
- Tschechien. In: Lange, P. (ed.): Internationales Handbuch des Marken- und Kennzeichenrechts. München: C. H. Beck 2009. (Spolu s Petrem Hajnem) ISBN 978-3-406-57122-0
- Občanský zákoník. Velký akademický komentář. Praha: Linde Praha 2008, díl 1 a 2. (Spoluautor). ISBN 978-80-7201-687-7
- Autorský zákon. Komentář. Praha: C. H. Beck 2007. (Spolu s Pavlem Tůmou). ISBN 978-80-7179-608-4
- Přehled práva duševního vlastnictví. Brno: Doplněk 2006, 2. díl. (Spolu s Pavlem Tůmou). ISBN 80-7239-198-4
- The Enforcement of Patent Rights in the Czech Republic. In: Patent Enforcement Worldwide. Oxford – Portland, Oregon: Hart Publ. 2005. ISBN 1-84113-538-0
- Czech Republic. In: Vanhees, H. (ed.): Intellectual Property. In: Blanpain, R. (gen. ed.): International Encyclopaedia of Laws. The Hague: Kluwer Law Int. 2005, Suppl. 28. (Spolu s Michaelou Sigmundovou). ISBN 978-90-6544-887-3
- Přehled práva duševního vlastnictví. Brno: Doplněk 2002, 1. díl. ISBN 80-7239-110-0, (2., upr. vyd. 2007). ISBN 978-80-7239-206-3
- Metodika výkladu právních předpisů. Brno: Karbo 2001. ISBN 80-238-6967-1, (2. vyd. Brno: Doplněk 2001). ISBN 80-7239-103-8
- Zákon o nadacích a nadačních fondech. Komentář. Praha: C. H. Beck 1998. (Spolu s Janem Hurdíkem). ISBN 80-7179-199-7
- Spolkové právo. Praha: C. H. Beck 1998. ISBN 80-7179-194-6
- Autorský zákon. Komentář. Praha: C. H. Beck 1997. ISBN 80-7179-106-7, ISBN 3-406-42491-0
- Lexikon – občanské právo. Ostrava: Jiří Motloch-Sagit 1997. (Spolu s Josefem Fialou, Janem Hurdíkem, Věrou Koreckou). ISBN 80-7208-002-4, (2. upr. vyd. Ostrava: Jiří Motloch-Sagit 2001), ISBN 80-7208-237-X, (aktualizační dodatek, Ostrava: Jiří Motloch-Sagit 2002).
- Vzory autorskoprávních smluv. Brno: Masarykova univerzita 1996. ISBN 80-210-1320-6
- Autorský zákon a předpisy související. Texty s předmluvou. Praha: C. H. Beck 1995. ISBN 80-7179-006-0, ISBN 80-7049-117-5, ISBN 3-406-39310-1. (2., dopl. vyd. Praha: C. H. Beck 1996). ISBN 80-7179-100-8, ISBN 3-406-40754-4
- Glosář některých neklasických právních pojmů. Brno: Masarykova univerzita 1995. ISBN 80-210-1078-9
- Tvůrčí práva duševního vlastnictví. Brno: Masarykova univerzita – Doplněk 1994. ISBN 80-210-0885-7, ISBN 80-85765-11-X, (Dodatek o právu k počítačovým programům. Brno: Doplněk 2002). ISBN 80-7239-106-2
- Univerzitní a fakultní nadace. Brno: Masarykova univerzita 1994. ISBN 80-210-1049-5
- Patentoví zástupci. Brno: Masarykova univerzita 1993. ISBN 80-210-0733-8
- Právo výkonných umělců v provozovatelské praxi. Brno: Masarykova univerzita 1993. ISBN 80-210-0680-3